# Cap Enniberg
El cap Enniberg és el punt més septentrional de les illes Fèroe. Situat a l'illa de Viðoy, forma un penya-segat de 754 metres d'altura, cosa que el converteix en el segon més alt d'Europa, després del de Hornelen de Noruega.
L'Enniberg forma part de l'extremitat nord de la muntanya del Villingadalsfjall, de 841 metres. Al sud d'aquesta muntanya hi ha el poble de Viðareiði, que serveix de punt de partida per anar a l'Enniberg. Aquesta passejada s'endinsa en la natura i està recomanada per a persones amb certa experiència.
Al peu del penya-segat del cap d'Enniberg hi ha una formació de la roca en forma d'arc que sobresurt. Aquesta formació és exactament el punt més al nord de les Fèroe i es troba a 112 km en línia recta de l'Akraberg, el punt més meridional de l'arxipèlag (si exceptuem l'illot de Sumbiarsteinur, del grup de roques i illots de Flesjarnar) .